# Black Hand Inn
Black Hand Inn és el vuitè àlbum d'estudi del grup alemany de heavy metal Running Wild, publicat el 24 de març de 1994 per Noise Records. És un àlbum de concepte sobre un home ressuscitat, contra la pirateria, preveient la mort.

## Cançons
1. "The Curse" – 3:15
2. "Black Hand Inn" – 4:32
3. "Mr. Deadhead" – 4:02
4. "Soulless" – 4:57
5. "The Privateer" – 4:21
6. "Fight the Fire of Hate" – 6:38
7. "The Phantom of Black Hand Hill" – 6:25
8. "Freewind Rider" – 5:15
9. "Powder & Iron" – 5:18
10. "Dragonmen" – 5:42
11. "Genesis (the Making and the Fall of Man)" – 15:18
12. "Dancing on a Minefield" – 5:00 (Bonus Track)
13. "Poisoned Blood" – 3:44 (Bonus Track)

Totes les cançons per en Kasparek.

## Singles
- The Privateer

## Membres
- "Rock 'n' Rolf Kasparek - veu i guitarra
- Thilo Hermann - guitarra
- Thomas Smuszynski - Baix
- Jörg Michael - Bateria